# Bessin (Frankreich)

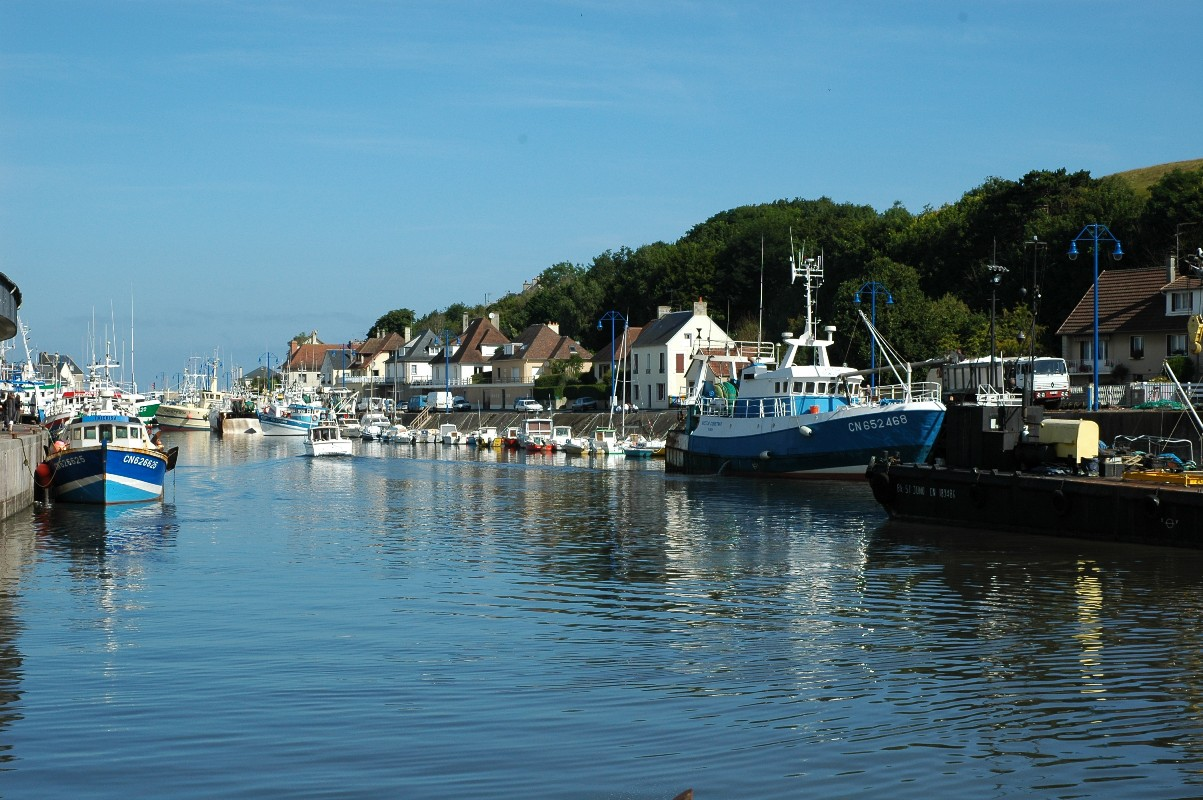
Hafen von Port-en-Bessin-Huppain

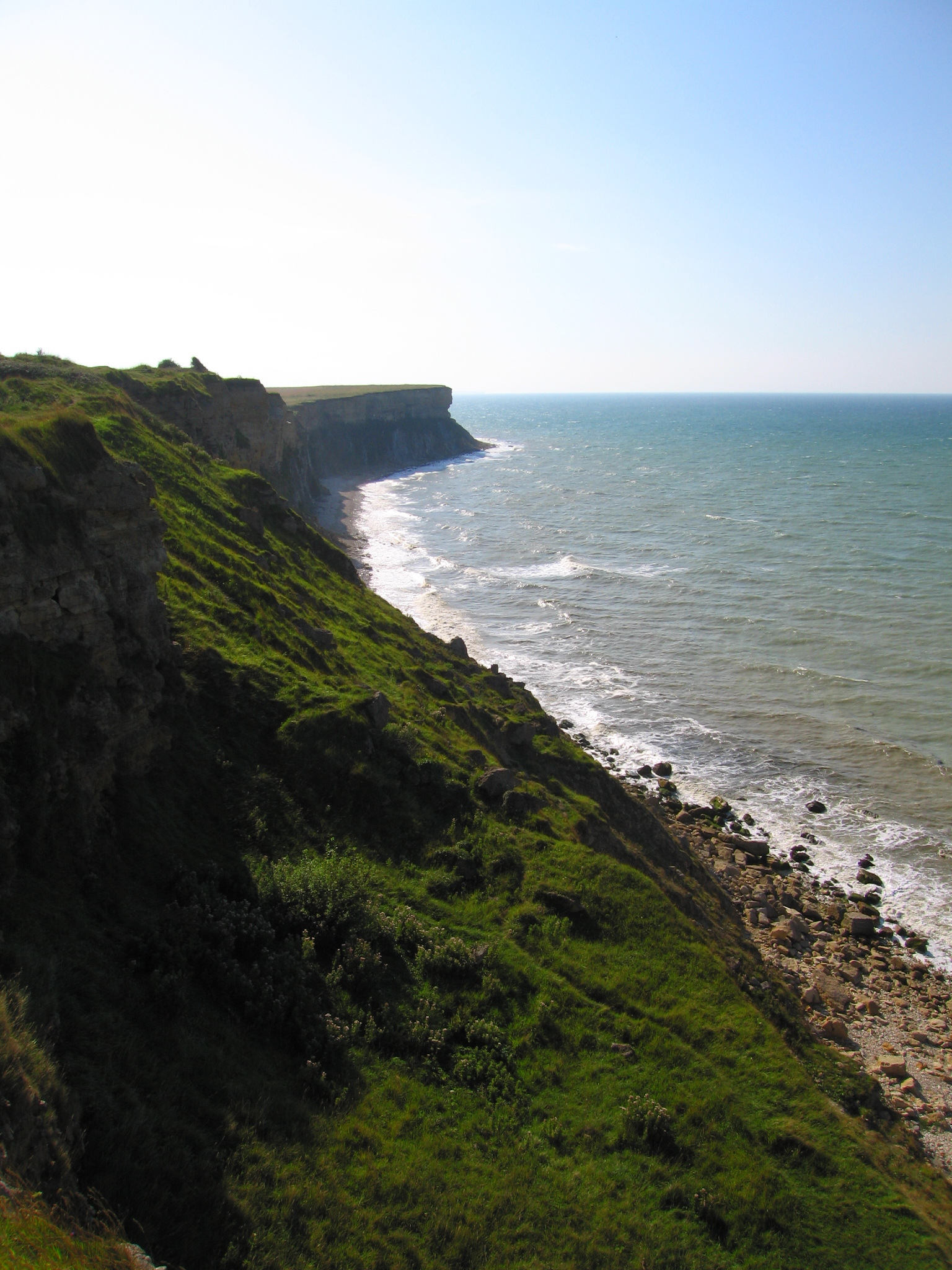
Küste bei Arromanches

Bessin ist eine Landschaft im Westen des Départements Calvados in der Normandie in Frankreich. Sie entspricht dem Siedlungsgebiet der keltischen Bajocasser, deren Namen sich auch im Ortsnamen Bayeux, dem zentralen Ort des Bessin, findet. Bekannt ist der Bessin für seine hochwertigen Milchprodukte, wie die Isigny-Butter.

## Geschichte
Im Jahr 924 belehnte König Rudolf von Burgund den Normannen Wilhelm I. mit dem Bessin, so dass es zu einem Teil der späteren Normandie wurde. Es entspricht dem früheren Bistum Bayeux (heute Bistum Bayeux-Lisieux) und ist seit der Französischen Revolution Teil des Départements Calvados.
Im Zweiten Weltkrieg landeten die Alliierten am so genannten D-Day an den Stränden des Bessin (nur Utah Beach liegt auf der benachbarten Halbinsel Cotentin in der Landschaft Plain), was heute in zahlreichen Museen dokumentiert wird. Es gibt auch große amerikanische, britische und deutsche Soldatenfriedhöfe.